# Basilica di Nostra Signora Assunta
La basilica di Nostra Signora Assunta è un edificio religioso del quartiere genovese di Sestri Ponente, sito in piazza Francesco Baracca. La sua comunità parrocchiale fa parte del vicariato di Sestri Ponente dell'arcidiocesi di Genova.

## Storia
Edificata a partire dal 1610 (il 4 ottobre l'inizio della costruzione, dopo tre anni dalla richiesta al governo della Repubblica di Genova), venne completata nel 1618 e consacrata due anni dopo, nel 1620. Nel 1624 venne aggiunta la struttura della torre campanaria.
Nel primo anno di vita vi furono diversi attriti con la vicina e precedente (sede parrocchiale a partire dal 1132) chiesa dedicata a San Giovanni Battista: la chiesa di Nostra Signora dell'Assunta venne prima eletta a parrocchia (il 22 dicembre 1620), degradando San Giovanni Battista, successivamente la decisione venne invertita, fino a quando, il 3 febbraio 1623, vennero rese parrocchie indipendenti. La situazione di attrito si trascinò tuttavia per alcuni anni ancora, fino ad una decisione ultima della Congregazione del Concilio datata 15 novembre 1631. Il 10 ottobre 1629 venne consacrata dal vescovo di Brugnato Vincenzo Giovanni Spinola.
Nel 1951 Pio XII la dichiarò Basilica minore.

## Descrizione
L'ingresso principale dell'edificio, orientato verso Nord, è posto nella piazza intestata all'aviatore della prima guerra mondiale Francesco Baracca. La facciata, realizzata nel 1932, è opera dell'architetto Piero de Barbieri e dello scultore sestrese Luigi Venzano. I due lati della facciata sono sovrastati da due statue in calcestruzzo dedicate a San Giovanni Battista e San Giuseppe, mentre nella parte centrale (di maggiore altezza) vi è un altorilievo (6 m per 5 m) dedicato alla Madonna, realizzato in un misto di bronzo e cemento.
La struttura interna è composta da una sola navata, con una larghezza di 18 m ed una lunghezza di 38 m. Gli affreschi, gli stucchi e i marmi che ne decorano gli interni sono stati in tempi diversi; tra gli autori delle opere vi sono i genovesi Giulio Benso, Domenico Piola e Nicolò Barabino, oltre al sestrese Gian Stefano Rossi.
Gli interni della chiesa sono stati restaurati recentemente: i lavori di restauro sono durati tre anni, dal 2003 al 2006.